# ÖBB 1040
Die Reihe 1040 der Österreichischen Bundesbahnen (ÖBB) waren vierachsige elektrische Lokomotiven, die von 1950 bis 2003 im Einsatz waren. Die Maschinen wurden von der Lokomotivfabrik Floridsdorf gebaut.

## Geschichte

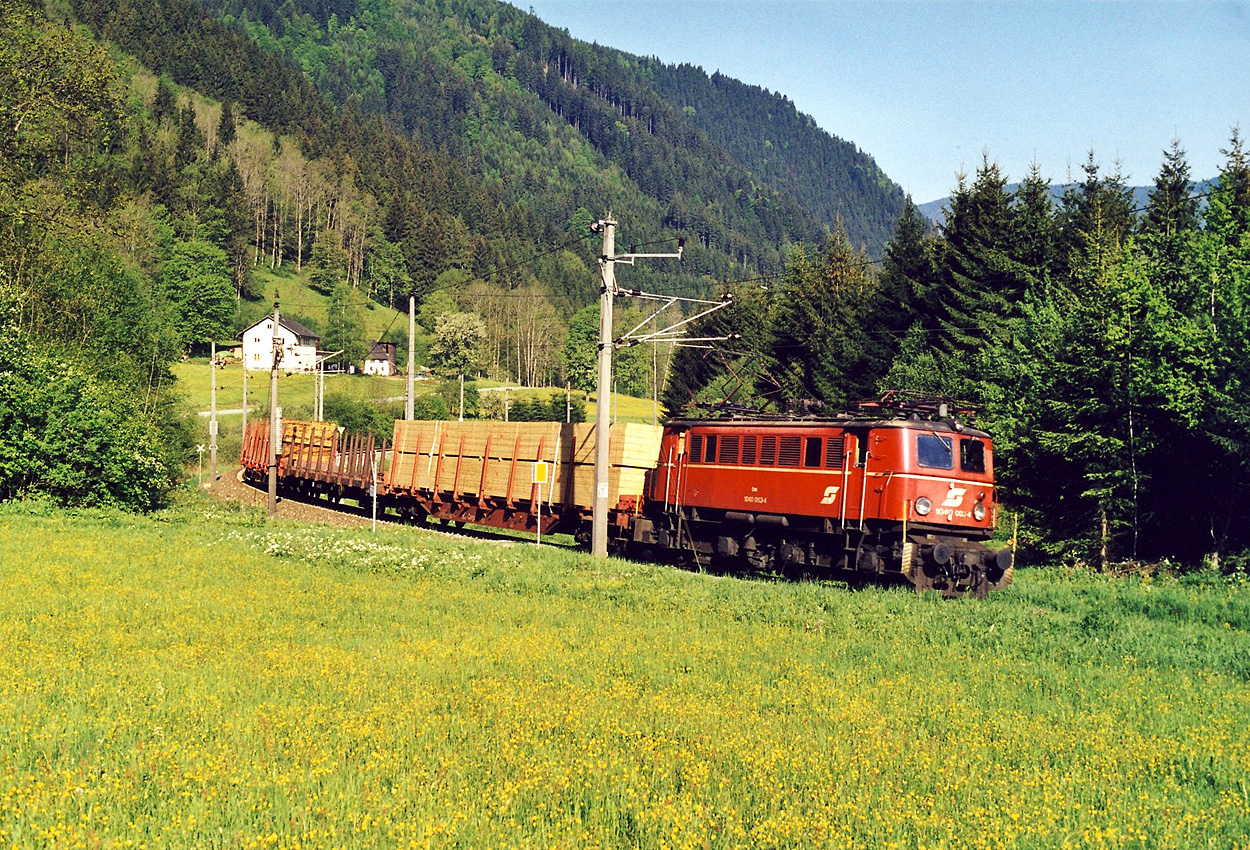
1040 003-4 mit Güterzug bei Frauenberg an der Enns (2001).

Nach dem Zweiten Weltkrieg führten die wiederentstandenen Österreichischen Bundesbahnen ein umfangreiches Elektrifizierungsprogramm durch, die Dampftraktion sollte zumindest auf den wichtigsten Magistralen möglichst rasch abgelöst werden. Dazu benötigten die ÖBB allerdings dringend Elektrolokomotiven: Das führte zum Bau der Reihe 1040, die auf Basis der Reihen 1045, 1145 und 1245 konstruiert wurde. So entstand die erste Nachkriegslok Österreichs.
Es wurden zwei Bauserien der 1040 gebaut. Zehn Loks bildeten das erste Baulos, sie wurden 1950 und 1951 von der Lokomotivfabrik Floridsdorf und ELIN an die ÖBB geliefert. Im Jahre 1953 erfolgt die Lieferung der zweiten Serie, bestehend aus sechs Lokomotiven, die sich von jenen der ersten Serie allerdings an den schnittiger gestalteten Stirnfronten unterschieden. Bei späteren Hauptuntersuchungen wurden alle Maschinen der ersten Bauserie an das Erscheinungsbild der Zweiten angepasst.
Die Loks wurden anfangs für die Beförderung von Schnell- und Güterzügen eingesetzt, ersterer war allerdings auf Dauer zu belastend für die Maschinen. Später wurden sie aus dem Schnellzugdienst verdrängt und wanderten in untergeordnete Dienste ab. Im Jahre 2003 wurden die letzten Loks der Reihe 1040 ausgemustert (letzte Vertreterinnen waren 1040.006 und 015). Zuletzt waren sie in Selzthal beheimatet und waren hauptsächlich bei Regionalzügen und Verschubgüterzügen – im Salzkammergut und Ennstal bzw. dem Gesäuse – im Einsatz.

## Konstruktion

### Mechanische Konstruktion

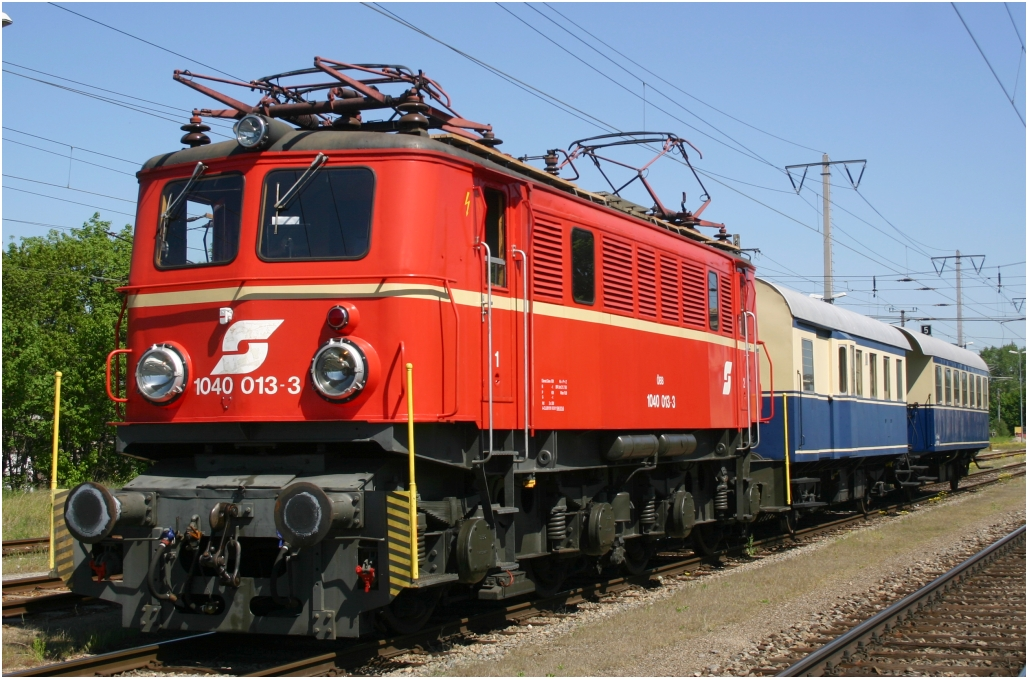
Museumslok 1040.18 (2012)

Als Vorbild für die Konstruktion der Reihe 1040 wurde die Reihe 1245 herangezogen. Das Laufwerk setzte sich aus zwei zweiachsigen Drehgestellen zusammen, die miteinander verbunden waren. Das bullige Aussehen der Lok resultierte aus dem Lokkasten, der aus Walzprofilen und Blechen bestand, die bis zur Pufferbrust vorgezogen waren. Da der Lokkasten und das Laufwerk in geschweißter Bauweise gefertigt wurden, konnten damit deutliche Gewichtsersparnisse erzielt werden. Dies hatte eine besonders positive Auswirkung auf Geschwindigkeit und Motorleistung. Die Lok besaß zwei Führerstände mit einem mittig gelegenen Maschinenraum dazwischen, hier waren die elektrischen Gerätschaften untergebracht; der Trafo war in der Mitte angeordnet. Der Lokkasten der ersten Serie war relativ Kantig mit einer geraden Front ausgeführt. Die zweite Serie hatte bereits ab Werk den neuen Lokkasten. Im Zuge von Ausbesserungen wurde der Kasten der Erstserie an den der zweiten Serie angepasst.
Alle Lokomotiven der Reihe 1040 wurden in tannengrüner Farbgebung an die ÖBB geliefert. Im Laufe der 1970er Jahre wiesen die Loks eine blutorange Farbgebung mit einem cremefarbenen Zierstreifen auf. Einige Exemplare erhielten vor ihrer Ausmusterung noch einen verkehrsroten Anstrich.

### Elektrische Konstruktion
Zwei Stromabnehmer (Bauart IV) mit Doppelwippe, Dachleitungen und Druckgasschalter waren auf dem Dach untergebracht. Der Trafo wurde ölgekühlt und fremdbelüftet. Die Steuerung der vier Motoren erfolgte durch eine elektropneumatische Gleichstromschützensteuerung mit 21 Fahrstufen. Durch eine Neukonstruktion der Läuferwicklung konnte die Stundenleistung erhöht werden. Der Antrieb (ein Sécheron-Federantrieb) wurde von der Reihe 1245 unverändert übernommen. Die gerade verzahnten Antriebszahnräder wiesen ein Übersetzungsverhältnis von 21:93 auf.

### Hilfsbetriebe
Anders als bei den bisher gelieferten Elektrolokomotiven kam bei der Reihe 1040 erstmals der Kolbenkompressor SGP BRK 15 zum Einsatz, welcher vielen der darauffolgenden Elektrolokomotiven ebenso zum Einsatz kam. Den Loks der Reihe 1040 standen verschiedene Bremssysteme zur Verfügung: Eine automatisch wirkende Druckluftbremse mit Nachbremsventil, eine direkt wirkende Zusatzbremse sowie eine elektrische Widerstandsbremse. Wie die Reihe 1245 wurde auch die Reihe 1040 die Führerstände für den Fahrverschubdienst angepasst mit Hilfsfahrschalter, zweiten Zusatzbremsventil sowie Makrofontaster sowie einem Hilfsschalter für den Befehl40-Schalter der Indusi in Fensternähe. Alle Loks der Reihe 1040 waren mit Sifa, Indusi und Zugfunk ausgerüstet. Die ursprünglich vorhandenen Druckluftpfeifen wurden gegen Druckluftmakrofone ersetzt, Die Lokomotiven 07, 10 und 15 erhielten Düsenluftgitter. Die Elektrische Bremse wurde, wie auch bei der Reihe 1245 um 1990 ausgebaut.

## Ausmusterung

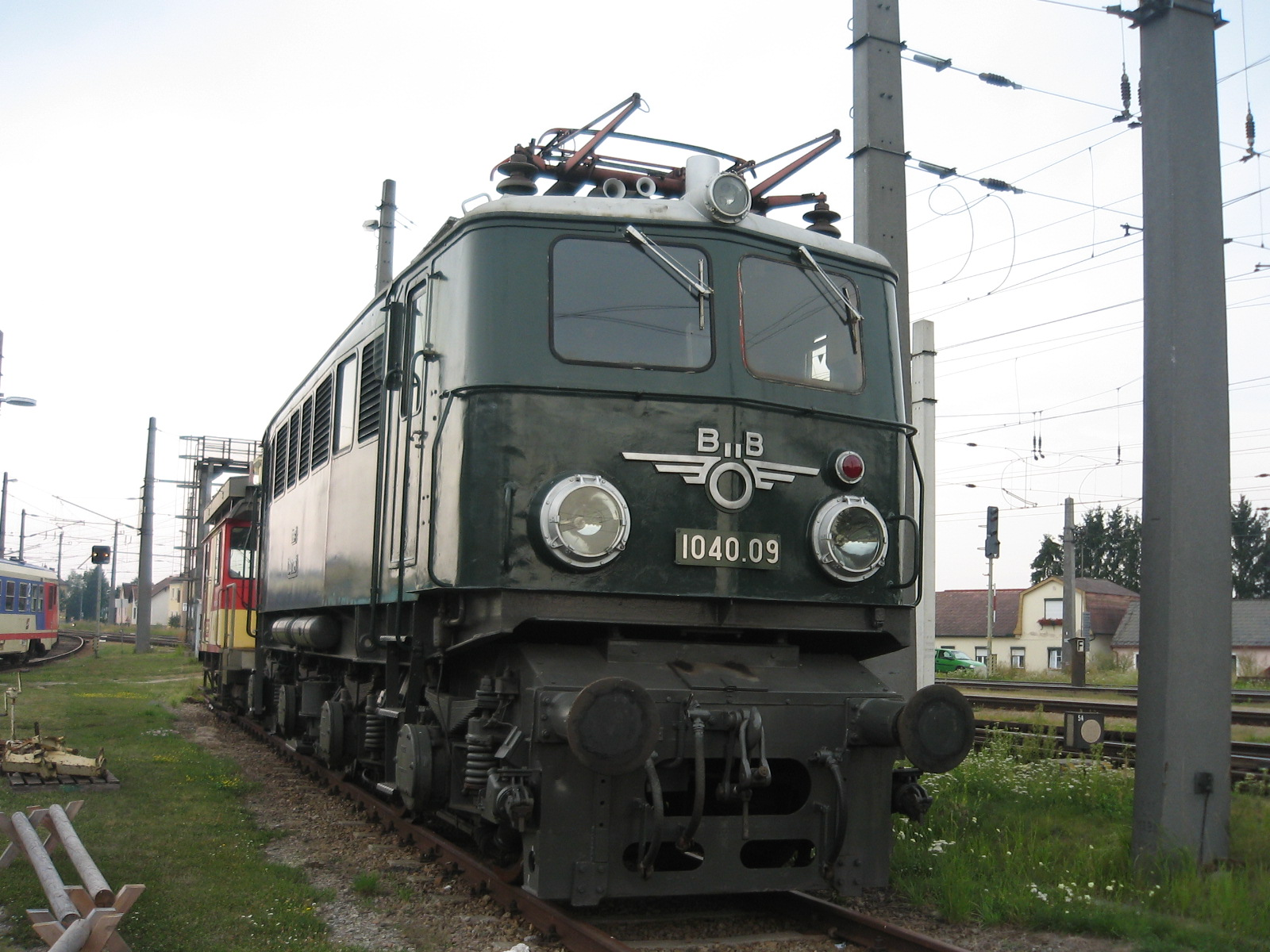
Die 1040.09 in Sigmundsherberg (2008)

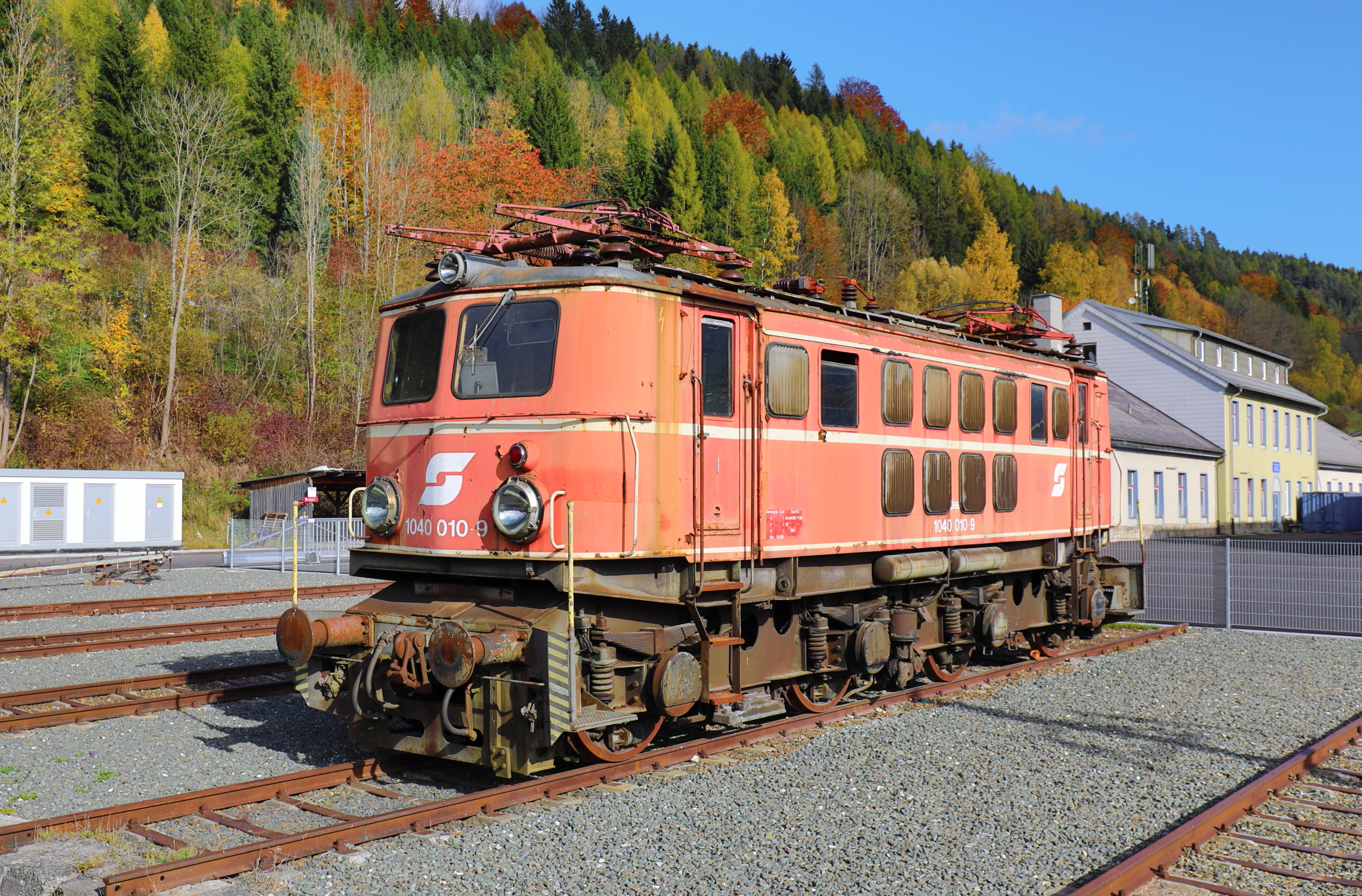
Die 1040.010-9 im Südbahnmuseum Mürzzuschlag (2021)

Von den 16 gebauten Lokomotiven sind sechs Exemplare erhalten geblieben.
| Nummer     | Baujahr | Farbgebung | Eigentümer                   | Standort                        |
| ---------- | ------- | ---------- | ---------------------------- | ------------------------------- |
| 1040.01    | 1950    | grün       | Republik Österreich          | überstellt nach Strasshof       |
| 1040.008-3 | 1951    | rot        | 1.öSEK                       | Eisenbahnmuseum Strasshof       |
| 1040.09    | 1951    | grün       | Waldviertler Eisenbahnmuseum | Eisenbahnmuseum Sigmundsherberg |
| 1040.010-9 | 1951    | rot        |                              | Südbahnmuseum Mürzzuschlag      |
| 1040.013-3 | 1953    | rot        | Club 1018                    | Wien                            |
| 1040.015-8 | 1953    | rot        | ÖGEG                         | Ampflwang                       |